# Couture (Charente)
Couture és un municipi francès situat al departament del Charente i a la regió de la Nova Aquitània. L'any 2007 tenia 161 habitants.

## Demografia

### Població
El 2007 la població de fet de Couture era de 161 persones. Hi havia 71 famílies de les quals 20 eren unipersonals (20 dones vivint soles i 20 dones vivint soles), 31 parelles sense fills i 20 parelles amb fills.
La població ha evolucionat segons el següent gràfic:
Habitants censats

### Habitatges
El 2007 hi havia 114 habitatges, 72 eren l'habitatge principal de la família, 32 eren segones residències i 9 estaven desocupats. 112 eren cases i 2 eren apartaments. Dels 72 habitatges principals, 61 estaven ocupats pels seus propietaris, 9 estaven llogats i ocupats pels llogaters i 3 estaven cedits a títol gratuït; 5 tenien dues cambres, 11 en tenien tres, 26 en tenien quatre i 30 en tenien cinc o més. 44 habitatges disposaven pel capbaix d'una plaça de pàrquing. A 41 habitatges hi havia un automòbil i a 24 n'hi havia dos o més.

### Piràmide de població
La piràmide de població per edats i sexe el 2009 era:
| Homes | Edats   | Dones |
| ----- | ------- | ----- |
| 0     | 95 o +  | 0     |
| 4     | 90 a 94 | 4     |
| 0     | 85 a 89 | 0     |
| 4     | 80 a 84 | 0     |
| 4     | 75 a 79 | 8     |
| 4     | 70 a 74 | 12    |
| 4     | 65 a 69 | 8     |
| 4     | 60 a 64 | 4     |
| 12    | 55 a 59 | 0     |
| 0     | 50 a 54 | 16    |
| 0     | 45 a 49 | 4     |
| 4     | 40 a 44 | 8     |
| 0     | 35 a 39 | 0     |
| 4     | 30 a 34 | 0     |
| 4     | 25 a 29 | 4     |
| 8     | 20 a 24 | 4     |
| 4     | 15 a 19 | 8     |
| 0     | 10 a 14 | 0     |
| 8     | 5 a 9   | 0     |
| 0     | 0 a 4   | 0     |

## Economia
El 2007 la població en edat de treballar era de 79 persones, 54 eren actives i 25 eren inactives. De les 54 persones actives 48 estaven ocupades (26 homes i 22 dones) i 7 estaven aturades (3 homes i 4 dones). De les 25 persones inactives 16 estaven jubilades, 2 estaven estudiant i 7 estaven classificades com a «altres inactius».

### Ingressos
El 2009 a Couture hi havia 70 unitats fiscals que integraven 153 persones, la mediana anual d'ingressos fiscals per persona era de 13.242 €.

### Activitats econòmiques
Dels 8 establiments que hi havia el 2007, 1 era d'una empresa de fabricació d'altres productes industrials, 2 d'empreses de construcció, 4 d'empreses de serveis i 1 d'una empresa classificada com a «altres activitats de serveis».
Dels 3 establiments de servei als particulars que hi havia el 2009, 1 era un taller de reparació d'automòbils i de material agrícola, 1 paleta i 1 lampisteria.
L'any 2000 a Couture hi havia 17 explotacions agrícoles que ocupaven un total de 747 hectàrees.

## Poblacions més properes
El següent diagrama mostra les poblacions més properes.